# Élections municipales de 2026 dans la Haute-Garonne
Pour un article plus général, voir Élections municipales françaises de 2026.
Les élections municipales dans la Haute-Garonne sont prévues en mars 2026. Cette page ne traite que les communes de 3 000 habitants et plus dans la Haute-Garonne.

## Résultats à l'échelle du département

### Maires sortants et maires élus
| Commune                   | Population (en 2022) | Maire sortant(e)          | Parti | Parti | Maire élu(e) | Parti | Parti |
| ------------------------- | -------------------- | ------------------------- | ----- | ----- | ------------ | ----- | ----- |
| Aucamville                | 9 578                | Gérard André              |       | PS    |              |       |       |
| Aussonne                  | 7 731                | Michel Beuillé            |       | PCF   |              |       |       |
| Auterive                  | 10 291               | René Azéma                |       | PS    |              |       |       |
| Auzeville-Tolosane        | 4 451                | Dominique Lagarde         |       | DVC   |              |       |       |
| Balma                     | 17 431               | Vincent Terrail-Novès     |       | DVC   |              |       |       |
| Baziège                   | 3 590                | Jean Roussel              |       | DVD   |              |       |       |
| Beauzelle                 | 8 184                | Patrick Rodrigues         |       | PS    |              |       |       |
| Bérat                     | 3 079                | Paul-Marie Blanc          |       | PS    |              |       |       |
| Bessières                 | 4 238                | Cédric Maurel             |       | DVC   |              |       |       |
| Blagnac                   | 27 314               | Joseph Carles             |       | PRG   |              |       |       |
| Bouloc                    | 4 655                | Serge Terrancle           |       | DVC   |              |       |       |
| Bruguières                | 5 908                | Arnaud Sigu               |       | DVD   |              |       |       |
| Carbonne                  | 5 712                | Denis Turrel              |       | PS    |              |       |       |
| Castanet-Tolosan          | 13 529               | Xavier Normand            |       | LÉ    |              |       |       |
| Castelginest              | 10 467               | Grégoire Carneiro         |       | LR    |              |       |       |
| Castelmaurou              | 4 273                | Diane Esquerre            |       | DVG   |              |       |       |
| Castelnau-d'Estrétefonds  | 6 334                | Sandrine Sigal            |       | DVG   |              |       |       |
| Cazères                   | 4 889                | Raymond Defis             |       | PS    |              |       |       |
| Colomiers                 | 40 916               | Karine Traval-Michelet    |       | PS    |              |       |       |
| Cornebarrieu              | 6 592                | Alain Toppan              |       | DVD   |              |       |       |
| Cugnaux                   | 17 974               | Albert Sanchez            |       | G·s   |              |       |       |
| Eaunes                    | 6 162                | Alain Sottil              |       | DVC   |              |       |       |
| Escalquens                | 6 660                | Jean-Luc Tronco           |       | DVD   |              |       |       |
| Fenouillet                | 5 161                | Thierry Duhamel           |       | DVG   |              |       |       |
| Fonsorbes                 | 11 743               | Françoise Siméon          |       | DVG   |              |       |       |
| Fontenilles               | 5 935                | Christophe Tountevich     |       | DVC   |              |       |       |
| Fronton                   | 6 079                | Hugo Cavagnac             |       | DVC   |              |       |       |
| Frouzins                  | 9 022                | Jérôme Laffon             |       | DVG   |              |       |       |
| Gagnac-sur-Garonne        | 3 110                | Michel Simon              |       | DVD   |              |       |       |
| Gratentour                | 4 158                | Patrick Delpech           |       | PS    |              |       |       |
| Grenade                   | 8 847                | Jean-Paul Delmas          |       | DVG   |              |       |       |
| Labarthe-sur-Lèze         | 6 178                | Yves Cadas                |       | PS    |              |       |       |
| Labège                    | 4 044                | Laurent Chérubin          |       | LÉ    |              |       |       |
| Lagardelle-sur-Lèze       | 3 045                | Floréal Munoz             |       | SE    |              |       |       |
| Launaguet                 | 8 880                | Michel Rougé              |       | PS    |              |       |       |
| Lavernose-Lacasse         | 3 050                | Alain Delsol              |       | LMR   |              |       |       |
| Léguevin                  | 9 196                | Étienne Cardeilhac-Pugens |       | DVC   |              |       |       |
| Lherm                     | 3 678                | Frédéric Pasian           |       | DVG   |              |       |       |
| Longages                  | 3 082                | Jean-Michel Dalard        |       | SE    |              |       |       |
| Merville                  | 5 615                | Chantal Aygat             |       | DVG   |              |       |       |
| Mondonville               | 4 546                | Véronique Barraqué Onno   |       | SE    |              |       |       |
| Montastruc-la-Conseillère | 3 430                | Jean-Baptiste Capel       |       | SE    |              |       |       |
| Montesquieu-Volvestre     | 3 032                | Frédéric Bienvenu         |       | SE    |              |       |       |
| Montrabé                  | 4 106                | Jacques Sébi              |       | PS    |              |       |       |
| Muret                     | 24 945               | André Mandement           |       | PS    |              |       |       |
| Nailloux                  | 3 873                | Lison Gleyses             |       | PS    |              |       |       |
| Pechbonnieu               | 4 425                | Sabine Geil-Gomez         |       | PS    |              |       |       |
| Pibrac                    | 8 459                | Denise Cortijo            |       | DVG   |              |       |       |
| Pins-Justaret             | 4 410                | Philippe Guerriot         |       | DVG   |              |       |       |
| Plaisance-du-Touch        | 18 715               | Philippe Guyot            |       | DVG   |              |       |       |
| Portet-sur-Garonne        | 9 721                | Thierry Suaud             |       | PS    |              |       |       |
| Quint-Fonsegrives         | 5 674                | Jean-Pierre Gasc          |       | DVD   |              |       |       |
| Ramonville-Saint-Agne     | 14 388               | Christophe Lubac          |       | G·s   |              |       |       |
| Revel                     | 9 582                | Laurent Hourquet          |       | DVC   |              |       |       |
| Rieumes                   | 3 509                | Jennifer Courtois-Périssé |       | RE    |              |       |       |
| Roques                    | 4 550                | Sylvain Mabire            |       | DVD   |              |       |       |
| Roquettes                 | 4 049                | Michel Capdecomme         |       | DVD   |              |       |       |
| Saint-Alban               | 6 150                | Alain Susignan            |       | DVG   |              |       |       |
| Saint-Gaudens             | 11 517               | Jean-Yves Duclos          |       | DVG   |              |       |       |
| Saint-Jean                | 10 694               | Bruno Espic               |       | PS    |              |       |       |
| Saint-Jory                | 5 797                | Victor Denouvion          |       | PS    |              |       |       |
| Saint-Lys                 | 9 470                | Serge Deuilhé             |       | PS    |              |       |       |
| Saint-Orens-de-Gameville  | 11 830               | Dominique Faure           |       | RE    |              |       |       |
| La Salvetat-Saint-Gilles  | 8 321                | François Arderiu          |       | PCF   |              |       |       |
| Seilh                     | 3 268                | Didier Castera            |       | SE    |              |       |       |
| Seysses                   | 9 055                | Jérôme Bouteloup          |       | DVG   |              |       |       |
| Toulouse                  | 479 553              | Jean-Luc Moudenc          |       | LFA   |              |       |       |
| Tournefeuille             | 26 962               | Frédéric Parre            |       | PS    |              |       |       |
| L'Union                   | 11 715               | Marc Péré                 |       | DVG   |              |       |       |
| Verfeil                   | 3 595                | Patrick Plicque           |       | PS    |              |       |       |
| Villefranche-de-Lauragais | 4 519                | Valérie Grafeuille-Roudet |       | PS    |              |       |       |
| Villemur-sur-Tarn         | 5 888                | Jean-Marc Dumoulin        |       | DVD   |              |       |       |
| Villeneuve-Tolosane       | 9 720                | Romain Vaillant           |       | PS    |              |       |       |

### Résultats en nombre de maires
| Partis       | Partis                      | Maires sortants | Maires élus | Évolution |
| ------------ | --------------------------- | --------------- | ----------- | --------- |
|              | Parti socialiste            | 22              |             |           |
|              | Divers gauche               | 15              |             |           |
|              | Génération.s                | 2               |             |           |
|              | Les Écologistes             | 2               |             |           |
|              | Parti communiste français   | 2               |             |           |
|              | Parti radical de gauche     | 1               |             |           |
| Total gauche | Total gauche                | 44              |             |           |
|              | Divers centre               | 9               |             |           |
|              | Renaissance                 | 2               |             |           |
|              | La France audacieuse        | 1               |             |           |
| Total centre | Total centre                | 12              |             |           |
|              | Divers droite               | 9               |             |           |
|              | Le Mouvement de la ruralité | 1               |             |           |
|              | Les Républicains            | 1               |             |           |
| Total droite | Total droite                | 11              |             |           |
|              | Sans éitquette              | 6               |             |           |
| Total        | Total                       | 73              | 73          | -         |

## Résultats dans les communes de plus de 3 000 habitants

### Aucamville
- Maire sortant : Gérard André (PS)
- 29 sièges à pourvoir au conseil municipal (population légale 2022 : 9 578 habitants)
- 2 sièges à pourvoir au conseil communautaire (Toulouse Métropole)

| Tête de liste | Tête de liste | Parti(s) | Nuance | Premier tour | Premier tour | Second tour | Second tour | Sièges | Sièges |
| Tête de liste | Tête de liste | Parti(s) | Nuance | Voix         | %            | Voix        | %           | CM     | CC     |
| ------------- | ------------- | -------- | ------ | ------------ | ------------ | ----------- | ----------- | ------ | ------ |

### Aussonne
- Maire sortant : Michel Beuillé (PCF)
- 29 sièges à pourvoir au conseil municipal (population légale 2022 : 7 731 habitants)
- 2 sièges à pourvoir au conseil communautaire (Toulouse Métropole)

| Tête de liste | Tête de liste | Parti(s) | Nuance | Premier tour | Premier tour | Second tour | Second tour | Sièges | Sièges |
| Tête de liste | Tête de liste | Parti(s) | Nuance | Voix         | %            | Voix        | %           | CM     | CC     |
| ------------- | ------------- | -------- | ------ | ------------ | ------------ | ----------- | ----------- | ------ | ------ |

### Auterive
- Maire sortant : René Azéma (PS)
- 33 sièges à pourvoir au conseil municipal (population légale 2022 : 10 291 habitants)
- 13 sièges à pourvoir au conseil communautaire (CC du Bassin Auterivain Haut-Garonnais)

| Tête de liste | Tête de liste | Parti(s) | Nuance | Premier tour | Premier tour | Second tour | Second tour | Sièges | Sièges |
| Tête de liste | Tête de liste | Parti(s) | Nuance | Voix         | %            | Voix        | %           | CM     | CC     |
| ------------- | ------------- | -------- | ------ | ------------ | ------------ | ----------- | ----------- | ------ | ------ |

### Auzeville-Tolosane
- Maire sortant : Dominique Lagarde (DVC)
- 27 sièges à pourvoir au conseil municipal (population légale 2022 : 4 451 habitants)
- 3 sièges à pourvoir au conseil communautaire (Sicoval)

| Tête de liste | Tête de liste | Parti(s) | Nuance | Premier tour | Premier tour | Second tour | Second tour | Sièges | Sièges |
| Tête de liste | Tête de liste | Parti(s) | Nuance | Voix         | %            | Voix        | %           | CM     | CC     |
| ------------- | ------------- | -------- | ------ | ------------ | ------------ | ----------- | ----------- | ------ | ------ |

### Balma
- Maire sortant : Vincent Terrail-Novès (DVC)
- 33 sièges à pourvoir au conseil municipal (population légale 2022 : 17 431 habitants)
- 3 sièges à pourvoir au conseil communautaire (Toulouse Métropole)

| Tête de liste | Tête de liste | Parti(s) | Nuance | Premier tour | Premier tour | Second tour | Second tour | Sièges | Sièges |
| Tête de liste | Tête de liste | Parti(s) | Nuance | Voix         | %            | Voix        | %           | CM     | CC     |
| ------------- | ------------- | -------- | ------ | ------------ | ------------ | ----------- | ----------- | ------ | ------ |

### Baziège
- Maire sortant : Jean Roussel (DVD)
- 27 sièges à pourvoir au conseil municipal (population légale 2022 : 3 590 habitants)
- 2 sièges à pourvoir au conseil communautaire (Sicoval)

| Tête de liste | Tête de liste | Parti(s) | Nuance | Premier tour | Premier tour | Second tour | Second tour | Sièges | Sièges |
| Tête de liste | Tête de liste | Parti(s) | Nuance | Voix         | %            | Voix        | %           | CM     | CC     |
| ------------- | ------------- | -------- | ------ | ------------ | ------------ | ----------- | ----------- | ------ | ------ |

### Beauzelle
- Maire sortant : Patrick Rodrigues (PS)
- 29 sièges à pourvoir au conseil municipal (population légale 2022 : 8 184 habitants)
- 1 siège à pourvoir au conseil communautaire (Toulouse Métropole)

| Tête de liste | Tête de liste | Parti(s) | Nuance | Premier tour | Premier tour | Second tour | Second tour | Sièges | Sièges |
| Tête de liste | Tête de liste | Parti(s) | Nuance | Voix         | %            | Voix        | %           | CM     | CC     |
| ------------- | ------------- | -------- | ------ | ------------ | ------------ | ----------- | ----------- | ------ | ------ |

### Bérat
- Maire sortant : Paul-Marie Blanc (PS)
- 23 sièges à pourvoir au conseil municipal (population légale 2022 : 3 079 habitants)
- 5 sièges à pourvoir au conseil communautaire (CC Cœur de Garonne)

| Tête de liste | Tête de liste | Parti(s) | Nuance | Premier tour | Premier tour | Second tour | Second tour | Sièges | Sièges |
| Tête de liste | Tête de liste | Parti(s) | Nuance | Voix         | %            | Voix        | %           | CM     | CC     |
| ------------- | ------------- | -------- | ------ | ------------ | ------------ | ----------- | ----------- | ------ | ------ |

### Bessières
- Maire sortant : Cédric Maurel (DVC)
- 27 sièges à pourvoir au conseil municipal (population légale 2022 : 4 238 habitants)
- 7 sièges à pourvoir au conseil communautaire (CC Val'Aïgo)

| Tête de liste | Tête de liste | Parti(s) | Nuance | Premier tour | Premier tour | Second tour | Second tour | Sièges | Sièges |
| Tête de liste | Tête de liste | Parti(s) | Nuance | Voix         | %            | Voix        | %           | CM     | CC     |
| ------------- | ------------- | -------- | ------ | ------------ | ------------ | ----------- | ----------- | ------ | ------ |

### Blagnac
- Maire sortant : Joseph Carles (PRG)
- 35 sièges à pourvoir au conseil municipal (population légale 2022 : 27 314 habitants)
- 5 sièges à pourvoir au conseil communautaire (Toulouse Métropole)

| Tête de liste | Tête de liste | Parti(s) | Nuance | Premier tour | Premier tour | Second tour | Second tour | Sièges | Sièges |
| Tête de liste | Tête de liste | Parti(s) | Nuance | Voix         | %            | Voix        | %           | CM     | CC     |
| ------------- | ------------- | -------- | ------ | ------------ | ------------ | ----------- | ----------- | ------ | ------ |

### Bouloc
- Maire sortant : Serge Terrancle (DVC)
- 27 sièges à pourvoir au conseil municipal (population légale 2022 : 4 655 habitants)
- 6 sièges à pourvoir au conseil communautaire (CC du Frontonnais)

| Tête de liste | Tête de liste | Parti(s) | Nuance | Premier tour | Premier tour | Second tour | Second tour | Sièges | Sièges |
| Tête de liste | Tête de liste | Parti(s) | Nuance | Voix         | %            | Voix        | %           | CM     | CC     |
| ------------- | ------------- | -------- | ------ | ------------ | ------------ | ----------- | ----------- | ------ | ------ |

### Bruguières
- Maire sortant : Arnaud Sigu (DVD)
- 29 sièges à pourvoir au conseil municipal (population légale 2022 : 5 908 habitants)
- 1 siège à pourvoir au conseil communautaire (Toulouse Métropole)

| Tête de liste | Tête de liste | Parti(s) | Nuance | Premier tour | Premier tour | Second tour | Second tour | Sièges | Sièges |
| Tête de liste | Tête de liste | Parti(s) | Nuance | Voix         | %            | Voix        | %           | CM     | CC     |
| ------------- | ------------- | -------- | ------ | ------------ | ------------ | ----------- | ----------- | ------ | ------ |

### Carbonne
- Maire sortant : Denis Turrel (PS)
- 29 sièges à pourvoir au conseil municipal (population légale 2022 : 5 712 habitants)
- 9 sièges à pourvoir au conseil communautaire (CC du Volvestre)

| Tête de liste | Tête de liste | Parti(s) | Nuance | Premier tour | Premier tour | Second tour | Second tour | Sièges | Sièges |
| Tête de liste | Tête de liste | Parti(s) | Nuance | Voix         | %            | Voix        | %           | CM     | CC     |
| ------------- | ------------- | -------- | ------ | ------------ | ------------ | ----------- | ----------- | ------ | ------ |

### Castanet-Tolosan
- Maire sortant : Xavier Normand (LÉ)
- 33 sièges à pourvoir au conseil municipal (population légale 2022 : 13 529 habitants)
- 12 sièges à pourvoir au conseil communautaire (Sicoval)

| Tête de liste | Tête de liste | Parti(s) | Nuance | Premier tour | Premier tour | Second tour | Second tour | Sièges | Sièges |
| Tête de liste | Tête de liste | Parti(s) | Nuance | Voix         | %            | Voix        | %           | CM     | CC     |
| ------------- | ------------- | -------- | ------ | ------------ | ------------ | ----------- | ----------- | ------ | ------ |

### Castelginest
- Maire sortant : Grégoire Carneiro (LR)
- 33 sièges à pourvoir au conseil municipal (population légale 2022 : 10 467 habitants)
- 2 sièges à pourvoir au conseil communautaire (Toulouse Métropole)

| Tête de liste | Tête de liste | Parti(s) | Nuance | Premier tour | Premier tour | Second tour | Second tour | Sièges | Sièges |
| Tête de liste | Tête de liste | Parti(s) | Nuance | Voix         | %            | Voix        | %           | CM     | CC     |
| ------------- | ------------- | -------- | ------ | ------------ | ------------ | ----------- | ----------- | ------ | ------ |

### Castelmaurou
- Maire sortante : Diane Esquerre (DVG)
- 27 sièges à pourvoir au conseil municipal (population légale 2022 : 4 273 habitants)
- 6 sièges à pourvoir au conseil communautaire (CC des Coteaux Bellevue)

| Tête de liste | Tête de liste | Parti(s) | Nuance | Premier tour | Premier tour | Second tour | Second tour | Sièges | Sièges |
| Tête de liste | Tête de liste | Parti(s) | Nuance | Voix         | %            | Voix        | %           | CM     | CC     |
| ------------- | ------------- | -------- | ------ | ------------ | ------------ | ----------- | ----------- | ------ | ------ |

### Castelnau-d'Estrétefonds
- Maire sortant : Sandrine Sigal (DVG)
- 29 sièges à pourvoir au conseil municipal (population légale 2022 : 6 334 habitants)
- 8 sièges à pourvoir au conseil communautaire (CC du Frontonnais)

| Tête de liste | Tête de liste | Parti(s) | Nuance | Premier tour | Premier tour | Second tour | Second tour | Sièges | Sièges |
| Tête de liste | Tête de liste | Parti(s) | Nuance | Voix         | %            | Voix        | %           | CM     | CC     |
| ------------- | ------------- | -------- | ------ | ------------ | ------------ | ----------- | ----------- | ------ | ------ |

### Cazères
- Maire sortant : Raymond Defis (PS)
- 27 sièges à pourvoir au conseil municipal (population légale 2022 : 4 889 habitants)
- 9 sièges à pourvoir au conseil communautaire (CC Cœur de Garonne)

| Tête de liste | Tête de liste | Parti(s) | Nuance | Premier tour | Premier tour | Second tour | Second tour | Sièges | Sièges |
| Tête de liste | Tête de liste | Parti(s) | Nuance | Voix         | %            | Voix        | %           | CM     | CC     |
| ------------- | ------------- | -------- | ------ | ------------ | ------------ | ----------- | ----------- | ------ | ------ |

### Colomiers
- Maire sortante : Karine Traval-Michelet (PS)
- 43 sièges à pourvoir au conseil municipal (population légale 2022 : 40 916 habitants)
- 8 sièges à pourvoir au conseil communautaire (Toulouse Métropole)

| Tête de liste            | Tête de liste                           | Parti(s) | Nuance | Premier tour | Premier tour | Second tour | Second tour | Sièges | Sièges |
| Tête de liste            | Tête de liste                           | Parti(s) | Nuance | Voix         | %            | Voix        | %           | CM     | CC     |
| ------------------------ | --------------------------------------- | -------- | ------ | ------------ | ------------ | ----------- | ----------- | ------ | ------ |
|                          | Michèle Puel[réf. nécessaire]           | LO       |        |              |              |             |             |        |        |
|                          | François Lépineux,[source insuffisante] | LFI      |        |              |              |             |             |        |        |
|                          | Karine Traval-Michelet,                 | PS       |        |              |              |             |             |        |        |
|                          | Patrick Jiména[réf. nécessaire]         | DVG      |        |              |              |             |             |        |        |
|                          | Roséane Augenois                        | SC       |        |              |              |             |             |        |        |
|                          | Thomas Lamy,                            | RE-LR    |        |              |              |             |             |        |        |
|                          |                                         |          |        |              |              |             |             |        |        |
| Exprimés                 |                                         |          |        |              |              |             |             |        |        |
| Votes blancs             |                                         |          |        |              |              |             |             |        |        |
| Votes nuls               |                                         |          |        |              |              |             |             |        |        |
| Total                    | Total                                   | Total    | Total  |              | 100          |             | 100         | 43     | 8      |
| Absentions               |                                         |          |        |              |              |             |             |        |        |
| Inscrits / participation |                                         |          |        |              |              |             |             |        |        |

### Cornebarrieu
- Maire sortant : Alain Toppan (DVD)
- 29 sièges à pourvoir au conseil municipal (population légale 2022 : 6 592 habitants)
- 2 sièges à pourvoir au conseil communautaire (Toulouse Métropole)

| Tête de liste | Tête de liste | Parti(s) | Nuance | Premier tour | Premier tour | Second tour | Second tour | Sièges | Sièges |
| Tête de liste | Tête de liste | Parti(s) | Nuance | Voix         | %            | Voix        | %           | CM     | CC     |
| ------------- | ------------- | -------- | ------ | ------------ | ------------ | ----------- | ----------- | ------ | ------ |

### Cugnaux
- Maire sortant : Albert Sanchez (G·s)
- 33 sièges à pourvoir au conseil municipal (population légale 2022 : 17 974 habitants)
- 4 sièges à pourvoir au conseil communautaire (Toulouse Métropole)

| Tête de liste | Tête de liste | Parti(s) | Nuance | Premier tour | Premier tour | Second tour | Second tour | Sièges | Sièges |
| Tête de liste | Tête de liste | Parti(s) | Nuance | Voix         | %            | Voix        | %           | CM     | CC     |
| ------------- | ------------- | -------- | ------ | ------------ | ------------ | ----------- | ----------- | ------ | ------ |

### Eaunes
- Maire sortant : Alain Sottil (DVC)
- 29 sièges à pourvoir au conseil municipal (population légale 2022 : 6 162 habitants)
- 3 sièges à pourvoir au conseil communautaire (Le Muretain Agglo)

| Tête de liste | Tête de liste | Parti(s) | Nuance | Premier tour | Premier tour | Second tour | Second tour | Sièges | Sièges |
| Tête de liste | Tête de liste | Parti(s) | Nuance | Voix         | %            | Voix        | %           | CM     | CC     |
| ------------- | ------------- | -------- | ------ | ------------ | ------------ | ----------- | ----------- | ------ | ------ |

### Escalquens
- Maire sortant : Jean-Luc Tronco (DVD)
- 29 sièges à pourvoir au conseil municipal (population légale 2022 : 6 660 habitants)
- 5 sièges à pourvoir au conseil communautaire (Sicoval)

| Tête de liste | Tête de liste | Parti(s) | Nuance | Premier tour | Premier tour | Second tour | Second tour | Sièges | Sièges |
| Tête de liste | Tête de liste | Parti(s) | Nuance | Voix         | %            | Voix        | %           | CM     | CC     |
| ------------- | ------------- | -------- | ------ | ------------ | ------------ | ----------- | ----------- | ------ | ------ |

### Fenouillet
- Maire sortant : Thierry Duhamel (DVG)
- 29 sièges à pourvoir au conseil municipal (population légale 2022 : 5 161 habitants)
- 1 siège à pourvoir au conseil communautaire (Toulouse Métropole)

| Tête de liste | Tête de liste | Parti(s) | Nuance | Premier tour | Premier tour | Second tour | Second tour | Sièges | Sièges |
| Tête de liste | Tête de liste | Parti(s) | Nuance | Voix         | %            | Voix        | %           | CM     | CC     |
| ------------- | ------------- | -------- | ------ | ------------ | ------------ | ----------- | ----------- | ------ | ------ |

### Fonsorbes
- Maire sortante : Françoise Siméon (DVG)
- 33 sièges à pourvoir au conseil municipal (population légale 2022 : 11 743 habitants)
- 5 sièges à pourvoir au conseil communautaire (Le Muretain Agglo)

| Tête de liste | Tête de liste | Parti(s) | Nuance | Premier tour | Premier tour | Second tour | Second tour | Sièges | Sièges |
| Tête de liste | Tête de liste | Parti(s) | Nuance | Voix         | %            | Voix        | %           | CM     | CC     |
| ------------- | ------------- | -------- | ------ | ------------ | ------------ | ----------- | ----------- | ------ | ------ |

### Fontenilles
- Maire sortant : Christophe Tountevich (DVC)
- 29 sièges à pourvoir au conseil municipal (population légale 2022 : 5 935 habitants)
- 6 sièges à pourvoir au conseil communautaire (Le Grand Ouest Toulousain Agglomération)

| Tête de liste | Tête de liste | Parti(s) | Nuance | Premier tour | Premier tour | Second tour | Second tour | Sièges | Sièges |
| Tête de liste | Tête de liste | Parti(s) | Nuance | Voix         | %            | Voix        | %           | CM     | CC     |
| ------------- | ------------- | -------- | ------ | ------------ | ------------ | ----------- | ----------- | ------ | ------ |

### Fronton
- Maire sortant : Hugo Cavagnac (DVC)
- 29 sièges à pourvoir au conseil municipal (population légale 2022 : 6 079 habitants)
- 8 sièges à pourvoir au conseil communautaire (CC du Frontonnais)

| Tête de liste | Tête de liste | Parti(s) | Nuance | Premier tour | Premier tour | Second tour | Second tour | Sièges | Sièges |
| Tête de liste | Tête de liste | Parti(s) | Nuance | Voix         | %            | Voix        | %           | CM     | CC     |
| ------------- | ------------- | -------- | ------ | ------------ | ------------ | ----------- | ----------- | ------ | ------ |

### Frouzins
- Maire sortant : Jérôme Laffon (DVG)
- 29 sièges à pourvoir au conseil municipal (population légale 2022 : 9 022 habitants)
- 4 sièges à pourvoir au conseil communautaire (Le Muretain Agglo)

| Tête de liste | Tête de liste | Parti(s) | Nuance | Premier tour | Premier tour | Second tour | Second tour | Sièges | Sièges |
| Tête de liste | Tête de liste | Parti(s) | Nuance | Voix         | %            | Voix        | %           | CM     | CC     |
| ------------- | ------------- | -------- | ------ | ------------ | ------------ | ----------- | ----------- | ------ | ------ |

### Gagnac-sur-Garonne
- Maire sortant : Michel Simon (DVD)
- 23 sièges à pourvoir au conseil municipal (population légale 2022 : 3 110 habitants)
- 1 siège à pourvoir au conseil communautaire (Toulouse Métropole)

| Tête de liste | Tête de liste | Parti(s) | Nuance | Premier tour | Premier tour | Second tour | Second tour | Sièges | Sièges |
| Tête de liste | Tête de liste | Parti(s) | Nuance | Voix         | %            | Voix        | %           | CM     | CC     |
| ------------- | ------------- | -------- | ------ | ------------ | ------------ | ----------- | ----------- | ------ | ------ |

### Gratentour
- Maire sortant : Patrick Delpech (PS)
- 27 sièges à pourvoir au conseil municipal (population légale 2022 : 4 158 habitants)
- 1 siège à pourvoir au conseil communautaire (Toulouse Métropole)

| Tête de liste | Tête de liste | Parti(s) | Nuance | Premier tour | Premier tour | Second tour | Second tour | Sièges | Sièges |
| Tête de liste | Tête de liste | Parti(s) | Nuance | Voix         | %            | Voix        | %           | CM     | CC     |
| ------------- | ------------- | -------- | ------ | ------------ | ------------ | ----------- | ----------- | ------ | ------ |

### Grenade
- Maire sortant : Jean-Paul Delmas (DVG)
- 29 sièges à pourvoir au conseil municipal (population légale 2022 : 8 847 habitants)
- 12 sièges à pourvoir au conseil communautaire (CC des Hauts Tolosans)

| Tête de liste            | Tête de liste | Parti(s) | Nuance | Premier tour | Premier tour | Second tour | Second tour | Sièges | Sièges |
| Tête de liste            | Tête de liste | Parti(s) | Nuance | Voix         | %            | Voix        | %           | CM     | CC     |
| ------------------------ | ------------- | -------- | ------ | ------------ | ------------ | ----------- | ----------- | ------ | ------ |
|                          | Roger Flores  | SE       |        |              |              |             |             |        |        |
|                          |               |          |        |              |              |             |             |        |        |
| Exprimés                 |               |          |        |              |              |             |             |        |        |
| Votes blancs             |               |          |        |              |              |             |             |        |        |
| Votes nuls               |               |          |        |              |              |             |             |        |        |
| Total                    | Total         | Total    | Total  |              | 100          |             | 100         | 29     | 12     |
| Absentions               |               |          |        |              |              |             |             |        |        |
| Inscrits / participation |               |          |        |              |              |             |             |        |        |

### Labarthe-sur-Lèze
- Maire sortant : Yves Cadas (PS)
- 29 sièges à pourvoir au conseil municipal (population légale 2022 : 6 178 habitants)
- 2 sièges à pourvoir au conseil communautaire (Le Muretain Agglo)

| Tête de liste | Tête de liste | Parti(s) | Nuance | Premier tour | Premier tour | Second tour | Second tour | Sièges | Sièges |
| Tête de liste | Tête de liste | Parti(s) | Nuance | Voix         | %            | Voix        | %           | CM     | CC     |
| ------------- | ------------- | -------- | ------ | ------------ | ------------ | ----------- | ----------- | ------ | ------ |

### Labège
- Maire sortant : Laurent Chérubin (LÉ)
- 27 sièges à pourvoir au conseil municipal (population légale 2022 : 4 044 habitants)
- 3 sièges à pourvoir au conseil communautaire (Sicoval)

| Tête de liste | Tête de liste | Parti(s) | Nuance | Premier tour | Premier tour | Second tour | Second tour | Sièges | Sièges |
| Tête de liste | Tête de liste | Parti(s) | Nuance | Voix         | %            | Voix        | %           | CM     | CC     |
| ------------- | ------------- | -------- | ------ | ------------ | ------------ | ----------- | ----------- | ------ | ------ |

### Lagardelle-sur-Lèze
- Maire sortant : Floréal Munoz (SE)
- 23 sièges à pourvoir au conseil municipal (population légale 2022 : 3 045 habitants)
- 5 sièges à pourvoir au conseil communautaire (CC du Bassin Auterivain Haut-Garonnais)

| Tête de liste | Tête de liste | Parti(s) | Nuance | Premier tour | Premier tour | Second tour | Second tour | Sièges | Sièges |
| Tête de liste | Tête de liste | Parti(s) | Nuance | Voix         | %            | Voix        | %           | CM     | CC     |
| ------------- | ------------- | -------- | ------ | ------------ | ------------ | ----------- | ----------- | ------ | ------ |

### Launaguet
- Maire sortant : Michel Rougé (PS)
- 29 sièges à pourvoir au conseil municipal (population légale 2022 : 8 880 habitants)
- 2 sièges à pourvoir au conseil communautaire (Toulouse Métropole)

| Tête de liste | Tête de liste | Parti(s) | Nuance | Premier tour | Premier tour | Second tour | Second tour | Sièges | Sièges |
| Tête de liste | Tête de liste | Parti(s) | Nuance | Voix         | %            | Voix        | %           | CM     | CC     |
| ------------- | ------------- | -------- | ------ | ------------ | ------------ | ----------- | ----------- | ------ | ------ |

### Lavernose-Lacasse
- Maire sortant : Alain Delsol (LMR)
- 23 sièges à pourvoir au conseil municipal (population légale 2022 : 3 050 habitants)
- 1 siège à pourvoir au conseil communautaire (Le Muretain Agglo)

| Tête de liste | Tête de liste | Parti(s) | Nuance | Premier tour | Premier tour | Second tour | Second tour | Sièges | Sièges |
| Tête de liste | Tête de liste | Parti(s) | Nuance | Voix         | %            | Voix        | %           | CM     | CC     |
| ------------- | ------------- | -------- | ------ | ------------ | ------------ | ----------- | ----------- | ------ | ------ |

### Léguevin
- Maire sortant : Étienne Cardeilhac-Pugens (DVC)
- 29 sièges à pourvoir au conseil municipal (population légale 2022 : 9 196 habitants)
- 9 sièges à pourvoir au conseil communautaire (Le Grand Ouest Toulousain Agglomération)

| Tête de liste | Tête de liste | Parti(s) | Nuance | Premier tour | Premier tour | Second tour | Second tour | Sièges | Sièges |
| Tête de liste | Tête de liste | Parti(s) | Nuance | Voix         | %            | Voix        | %           | CM     | CC     |
| ------------- | ------------- | -------- | ------ | ------------ | ------------ | ----------- | ----------- | ------ | ------ |

### Lherm
- Maire sortant : Frédéric Pasian (DVG)
- 27 sièges à pourvoir au conseil municipal (population légale 2022 : 3 678 habitants)
- 7 sièges à pourvoir au conseil communautaire (CC Cœur de Garonne)

| Tête de liste | Tête de liste | Parti(s) | Nuance | Premier tour | Premier tour | Second tour | Second tour | Sièges | Sièges |
| Tête de liste | Tête de liste | Parti(s) | Nuance | Voix         | %            | Voix        | %           | CM     | CC     |
| ------------- | ------------- | -------- | ------ | ------------ | ------------ | ----------- | ----------- | ------ | ------ |

### Longages
- Maire sortant : Jean-Michel Dalard (SE)
- 23 sièges à pourvoir au conseil municipal (population légale 2022 : 3 082 habitants)
- 5 sièges à pourvoir au conseil communautaire (CC du Volvestre)

| Tête de liste | Tête de liste | Parti(s) | Nuance | Premier tour | Premier tour | Second tour | Second tour | Sièges | Sièges |
| Tête de liste | Tête de liste | Parti(s) | Nuance | Voix         | %            | Voix        | %           | CM     | CC     |
| ------------- | ------------- | -------- | ------ | ------------ | ------------ | ----------- | ----------- | ------ | ------ |

### Merville
- Maire sortante : Chantal Aygat (DVG)
- 29 sièges à pourvoir au conseil municipal (population légale 2022 : 5 615 habitants)
- 7 sièges à pourvoir au conseil communautaire (CC des Hauts Tolosans)

| Tête de liste | Tête de liste | Parti(s) | Nuance | Premier tour | Premier tour | Second tour | Second tour | Sièges | Sièges |
| Tête de liste | Tête de liste | Parti(s) | Nuance | Voix         | %            | Voix        | %           | CM     | CC     |
| ------------- | ------------- | -------- | ------ | ------------ | ------------ | ----------- | ----------- | ------ | ------ |

### Mondonville
- Maire sortante : Véronique Barraqué Onno (SE)
- 27 sièges à pourvoir au conseil municipal (population légale 2022 : 4 546 habitants)
- 1 siège à pourvoir au conseil communautaire (Toulouse Métropole)

| Tête de liste | Tête de liste | Parti(s) | Nuance | Premier tour | Premier tour | Second tour | Second tour | Sièges | Sièges |
| Tête de liste | Tête de liste | Parti(s) | Nuance | Voix         | %            | Voix        | %           | CM     | CC     |
| ------------- | ------------- | -------- | ------ | ------------ | ------------ | ----------- | ----------- | ------ | ------ |

### Montastruc-la-Conseillère
- Maire sortant : Jean-Baptiste Capel (SE)
- 23 sièges à pourvoir au conseil municipal (population légale 2022 : 3 430 habitants)
- 6 sièges à pourvoir au conseil communautaire (CC des Coteaux du Girou)

| Tête de liste | Tête de liste | Parti(s) | Nuance | Premier tour | Premier tour | Second tour | Second tour | Sièges | Sièges |
| Tête de liste | Tête de liste | Parti(s) | Nuance | Voix         | %            | Voix        | %           | CM     | CC     |
| ------------- | ------------- | -------- | ------ | ------------ | ------------ | ----------- | ----------- | ------ | ------ |

### Montesquieu-Volvestre
- Maire sortant : Frédéric Bienvenu (SE)
- 23 sièges à pourvoir au conseil municipal (population légale 2022 : 3 032 habitants)
- 5 sièges à pourvoir au conseil communautaire (CC du Volvestre)

| Tête de liste | Tête de liste | Parti(s) | Nuance | Premier tour | Premier tour | Second tour | Second tour | Sièges | Sièges |
| Tête de liste | Tête de liste | Parti(s) | Nuance | Voix         | %            | Voix        | %           | CM     | CC     |
| ------------- | ------------- | -------- | ------ | ------------ | ------------ | ----------- | ----------- | ------ | ------ |

### Montrabé
- Maire sortant : Jacques Sébi (PS)
- 27 sièges à pourvoir au conseil municipal (population légale 2022 : 4 106 habitants)
- 1 siège à pourvoir au conseil communautaire (Toulouse Métropole)

| Tête de liste | Tête de liste | Parti(s) | Nuance | Premier tour | Premier tour | Second tour | Second tour | Sièges | Sièges |
| Tête de liste | Tête de liste | Parti(s) | Nuance | Voix         | %            | Voix        | %           | CM     | CC     |
| ------------- | ------------- | -------- | ------ | ------------ | ------------ | ----------- | ----------- | ------ | ------ |

### Muret
- Maire sortant : André Mandement (S)
- 35 sièges à pourvoir au conseil municipal (population légale 2022 : 24 945 habitants)
- 12 sièges à pourvoir au conseil communautaire (Le Muretain Agglo)

| Tête de liste | Tête de liste | Parti(s) | Nuance | Premier tour | Premier tour | Second tour | Second tour | Sièges | Sièges |
| Tête de liste | Tête de liste | Parti(s) | Nuance | Voix         | %            | Voix        | %           | CM     | CC     |
| ------------- | ------------- | -------- | ------ | ------------ | ------------ | ----------- | ----------- | ------ | ------ |

### Nailloux
- Maire sortante : Lison Gleyses (PS)
- 27 sièges à pourvoir au conseil municipal (population légale 2022 : 3 873 habitants)
- 6 sièges à pourvoir au conseil communautaire (CC des Terres du Lauragais)

| Tête de liste | Tête de liste | Parti(s) | Nuance | Premier tour | Premier tour | Second tour | Second tour | Sièges | Sièges |
| Tête de liste | Tête de liste | Parti(s) | Nuance | Voix         | %            | Voix        | %           | CM     | CC     |
| ------------- | ------------- | -------- | ------ | ------------ | ------------ | ----------- | ----------- | ------ | ------ |

### Pechbonnieu
- Maire sortante : Sabine Geil-Gomez (PS)
- 27 sièges à pourvoir au conseil municipal (population légale 2022 : 4 425 habitants)
- 7 sièges à pourvoir au conseil communautaire (CC des Coteaux Bellevue)

| Tête de liste | Tête de liste | Parti(s) | Nuance | Premier tour | Premier tour | Second tour | Second tour | Sièges | Sièges |
| Tête de liste | Tête de liste | Parti(s) | Nuance | Voix         | %            | Voix        | %           | CM     | CC     |
| ------------- | ------------- | -------- | ------ | ------------ | ------------ | ----------- | ----------- | ------ | ------ |

### Pibrac
- Maire sortante : Denise Cortijo (DVG)
- 29 sièges à pourvoir au conseil municipal (population légale 2022 : 8 459 habitants)
- 2 sièges à pourvoir au conseil communautaire (Toulouse Métropole)

| Tête de liste | Tête de liste | Parti(s) | Nuance | Premier tour | Premier tour | Second tour | Second tour | Sièges | Sièges |
| Tête de liste | Tête de liste | Parti(s) | Nuance | Voix         | %            | Voix        | %           | CM     | CC     |
| ------------- | ------------- | -------- | ------ | ------------ | ------------ | ----------- | ----------- | ------ | ------ |

### Pins-Justaret
- Maire sortant : Philippe Guerriot (DVG)
- 27 sièges à pourvoir au conseil municipal (population légale 2022 : 4 410 habitants)
- 2 sièges à pourvoir au conseil communautaire (Le Muretain Agglo)

| Tête de liste | Tête de liste | Parti(s) | Nuance | Premier tour | Premier tour | Second tour | Second tour | Sièges | Sièges |
| Tête de liste | Tête de liste | Parti(s) | Nuance | Voix         | %            | Voix        | %           | CM     | CC     |
| ------------- | ------------- | -------- | ------ | ------------ | ------------ | ----------- | ----------- | ------ | ------ |

### Plaisance-du-Touch
- Maire sortant : Philippe Guyot (DVG)
- 33 sièges à pourvoir au conseil municipal (population légale 2022 : 18 715 habitants)
- 18 sièges à pourvoir au conseil communautaire (Le Grand Ouest Toulousain Agglomération)

| Tête de liste | Tête de liste | Parti(s) | Nuance | Premier tour | Premier tour | Second tour | Second tour | Sièges | Sièges |
| Tête de liste | Tête de liste | Parti(s) | Nuance | Voix         | %            | Voix        | %           | CM     | CC     |
| ------------- | ------------- | -------- | ------ | ------------ | ------------ | ----------- | ----------- | ------ | ------ |

### Portet-sur-Garonne
- Maire sortant : Thierry Suaud (PS)
- 29 sièges à pourvoir au conseil municipal (population légale 2022 : 9 721 habitants)
- 4 sièges à pourvoir au conseil communautaire (Le Muretain Agglo)

| Tête de liste | Tête de liste | Parti(s) | Nuance | Premier tour | Premier tour | Second tour | Second tour | Sièges | Sièges |
| Tête de liste | Tête de liste | Parti(s) | Nuance | Voix         | %            | Voix        | %           | CM     | CC     |
| ------------- | ------------- | -------- | ------ | ------------ | ------------ | ----------- | ----------- | ------ | ------ |

### Quint-Fonsegrives
- Maire sortant : Jean-Pierre Gasc (DVD)
- 29 sièges à pourvoir au conseil municipal (population légale 2022 : 5 674 habitants)
- 1 siège à pourvoir au conseil communautaire (Toulouse Métropole)

| Tête de liste | Tête de liste | Parti(s) | Nuance | Premier tour | Premier tour | Second tour | Second tour | Sièges | Sièges |
| Tête de liste | Tête de liste | Parti(s) | Nuance | Voix         | %            | Voix        | %           | CM     | CC     |
| ------------- | ------------- | -------- | ------ | ------------ | ------------ | ----------- | ----------- | ------ | ------ |

### Ramonville-Saint-Agne
- Maire sortant : Christophe Lubac (G·s)
- 33 sièges à pourvoir au conseil municipal (population légale 2022 : 14 388 habitants)
- 12 sièges à pourvoir au conseil communautaire (Sicoval)

| Tête de liste | Tête de liste | Parti(s) | Nuance | Premier tour | Premier tour | Second tour | Second tour | Sièges | Sièges |
| Tête de liste | Tête de liste | Parti(s) | Nuance | Voix         | %            | Voix        | %           | CM     | CC     |
| ------------- | ------------- | -------- | ------ | ------------ | ------------ | ----------- | ----------- | ------ | ------ |

### Revel
- Maire sortant : Laurent Hourquet (DVC)
- 29 sièges à pourvoir au conseil municipal (population légale 2022 : 9 582 habitants)
- 22 sièges à pourvoir au conseil communautaire (CC Aux sources du Canal du Midi)

| Tête de liste | Tête de liste | Parti(s) | Nuance | Premier tour | Premier tour | Second tour | Second tour | Sièges | Sièges |
| Tête de liste | Tête de liste | Parti(s) | Nuance | Voix         | %            | Voix        | %           | CM     | CC     |
| ------------- | ------------- | -------- | ------ | ------------ | ------------ | ----------- | ----------- | ------ | ------ |

### Rieumes
- Maire sortante : Jennifer Courtois-Périssé (RE)
- 27 sièges à pourvoir au conseil municipal (population légale 2022 : 3 509 habitants)
- 7 sièges à pourvoir au conseil communautaire (CC Cœur de Garonne)

| Tête de liste | Tête de liste | Parti(s) | Nuance | Premier tour | Premier tour | Second tour | Second tour | Sièges | Sièges |
| Tête de liste | Tête de liste | Parti(s) | Nuance | Voix         | %            | Voix        | %           | CM     | CC     |
| ------------- | ------------- | -------- | ------ | ------------ | ------------ | ----------- | ----------- | ------ | ------ |

### Roques
- Maire sortant : Sylvain Mabire (DVD)
- 27 sièges à pourvoir au conseil municipal (population légale 2022 : 4 550 habitants)
- 2 sièges à pourvoir au conseil communautaire (Le Muretain Agglo)

| Tête de liste | Tête de liste | Parti(s) | Nuance | Premier tour | Premier tour | Second tour | Second tour | Sièges | Sièges |
| Tête de liste | Tête de liste | Parti(s) | Nuance | Voix         | %            | Voix        | %           | CM     | CC     |
| ------------- | ------------- | -------- | ------ | ------------ | ------------ | ----------- | ----------- | ------ | ------ |

### Roquettes
- Maire sortant : Michel Capdecomme (DVD)
- 27 sièges à pourvoir au conseil municipal (population légale 2022 : 4 049 habitants)
- 2 sièges à pourvoir au conseil communautaire (Le Muretain Agglo)

| Tête de liste | Tête de liste | Parti(s) | Nuance | Premier tour | Premier tour | Second tour | Second tour | Sièges | Sièges |
| Tête de liste | Tête de liste | Parti(s) | Nuance | Voix         | %            | Voix        | %           | CM     | CC     |
| ------------- | ------------- | -------- | ------ | ------------ | ------------ | ----------- | ----------- | ------ | ------ |

### Saint-Alban
- Maire sortant : Alain Susignan (DVG)
- 29 sièges à pourvoir au conseil municipal (population légale 2022 : 6 150 habitants)
- 1 siège à pourvoir au conseil communautaire (Toulouse Métropole)

| Tête de liste | Tête de liste | Parti(s) | Nuance | Premier tour | Premier tour | Second tour | Second tour | Sièges | Sièges |
| Tête de liste | Tête de liste | Parti(s) | Nuance | Voix         | %            | Voix        | %           | CM     | CC     |
| ------------- | ------------- | -------- | ------ | ------------ | ------------ | ----------- | ----------- | ------ | ------ |

### Saint-Gaudens
- Maire sortant : Jean-Yves Duclos (DVG)
- 33 sièges à pourvoir au conseil municipal (population légale 2022 : 11 517 habitants)
- 24 sièges à pourvoir au conseil communautaire (CC Cœur et Coteaux du Comminges)

| Tête de liste | Tête de liste | Parti(s) | Nuance | Premier tour | Premier tour | Second tour | Second tour | Sièges | Sièges |
| Tête de liste | Tête de liste | Parti(s) | Nuance | Voix         | %            | Voix        | %           | CM     | CC     |
| ------------- | ------------- | -------- | ------ | ------------ | ------------ | ----------- | ----------- | ------ | ------ |

### Saint-Jean
- Maire sortant : Bruno Espic (PS)
- 33 sièges à pourvoir au conseil municipal (population légale 2022 : 10 694 habitants)
- 2 sièges à pourvoir au conseil communautaire (Toulouse Métropole)

| Tête de liste | Tête de liste | Parti(s) | Nuance | Premier tour | Premier tour | Second tour | Second tour | Sièges | Sièges |
| Tête de liste | Tête de liste | Parti(s) | Nuance | Voix         | %            | Voix        | %           | CM     | CC     |
| ------------- | ------------- | -------- | ------ | ------------ | ------------ | ----------- | ----------- | ------ | ------ |

### Saint-Jory
- Maire sortant : Victor Denouvion (PS)
- 29 sièges à pourvoir au conseil municipal (population légale 2022 : 5 797 habitants)
- 1 siège à pourvoir au conseil communautaire (Toulouse Métropole)

| Tête de liste | Tête de liste | Parti(s) | Nuance | Premier tour | Premier tour | Second tour | Second tour | Sièges | Sièges |
| Tête de liste | Tête de liste | Parti(s) | Nuance | Voix         | %            | Voix        | %           | CM     | CC     |
| ------------- | ------------- | -------- | ------ | ------------ | ------------ | ----------- | ----------- | ------ | ------ |

### Saint-Lys
- Maire sortant : Serge Deuilhé (PS)
- 29 sièges à pourvoir au conseil municipal (population légale 2022 : 9 470 habitants)
- 4 sièges à pourvoir au conseil communautaire (Le Muretain Agglo)

| Tête de liste | Tête de liste | Parti(s) | Nuance | Premier tour | Premier tour | Second tour | Second tour | Sièges | Sièges |
| Tête de liste | Tête de liste | Parti(s) | Nuance | Voix         | %            | Voix        | %           | CM     | CC     |
| ------------- | ------------- | -------- | ------ | ------------ | ------------ | ----------- | ----------- | ------ | ------ |

### Saint-Orens-de-Gameville
- Maire sortante : Dominique Faure (RE)
- 33 sièges à pourvoir au conseil municipal (population légale 2022 : 11 830 habitants)
- 2 sièges à pourvoir au conseil communautaire (Toulouse Métropole)

| Tête de liste            | Tête de liste         | Parti(s) | Nuance | Premier tour | Premier tour | Second tour | Second tour | Sièges | Sièges |
| Tête de liste            | Tête de liste         | Parti(s) | Nuance | Voix         | %            | Voix        | %           | CM     | CC     |
| ------------------------ | --------------------- | -------- | ------ | ------------ | ------------ | ----------- | ----------- | ------ | ------ |
|                          | Aude Lumeau-Préceptis | PS       |        |              |              |             |             |        |        |
|                          |                       |          |        |              |              |             |             |        |        |
| Exprimés                 |                       |          |        |              |              |             |             |        |        |
| Votes blancs             |                       |          |        |              |              |             |             |        |        |
| Votes nuls               |                       |          |        |              |              |             |             |        |        |
| Total                    | Total                 | Total    | Total  |              | 100          |             | 100         | 33     | 2      |
| Absentions               |                       |          |        |              |              |             |             |        |        |
| Inscrits / participation |                       |          |        |              |              |             |             |        |        |

### La Salvetat-Saint-Gilles
- Maire sortant : François Arderiu (PCF)
- 29 sièges à pourvoir au conseil municipal (population légale 2022 : 8 321 habitants)
- 8 sièges à pourvoir au conseil communautaire (Le Grand Ouest Toulousain Agglomération)

| Tête de liste | Tête de liste | Parti(s) | Nuance | Premier tour | Premier tour | Second tour | Second tour | Sièges | Sièges |
| Tête de liste | Tête de liste | Parti(s) | Nuance | Voix         | %            | Voix        | %           | CM     | CC     |
| ------------- | ------------- | -------- | ------ | ------------ | ------------ | ----------- | ----------- | ------ | ------ |

### Seilh
- Maire sortant : Didier Castera (SE)
- 23 sièges à pourvoir au conseil municipal (population légale 2022 : 3 268 habitants)
- 1 siège à pourvoir au conseil communautaire (Toulouse Métropole)

| Tête de liste | Tête de liste | Parti(s) | Nuance | Premier tour | Premier tour | Second tour | Second tour | Sièges | Sièges |
| Tête de liste | Tête de liste | Parti(s) | Nuance | Voix         | %            | Voix        | %           | CM     | CC     |
| ------------- | ------------- | -------- | ------ | ------------ | ------------ | ----------- | ----------- | ------ | ------ |

### Seysses
- Maire sortant : Jérôme Bouteloup (DVG)
- 29 sièges à pourvoir au conseil municipal (population légale 2022 : 9 055 habitants)
- 4 sièges à pourvoir au conseil communautaire (Le Muretain Agglo)

| Tête de liste | Tête de liste | Parti(s) | Nuance | Premier tour | Premier tour | Second tour | Second tour | Sièges | Sièges |
| Tête de liste | Tête de liste | Parti(s) | Nuance | Voix         | %            | Voix        | %           | CM     | CC     |
| ------------- | ------------- | -------- | ------ | ------------ | ------------ | ----------- | ----------- | ------ | ------ |

### Toulouse
- Maire sortant : Jean-Luc Moudenc (LFA)
- 69 sièges à pourvoir au conseil municipal (population légale 2022 : 479 553 habitants)
- 67 sièges à pourvoir au conseil communautaire (Toulouse Métropole)

| Tête de liste            | Tête de liste     | Parti(s)       | Nuance | Premier tour | Premier tour | Second tour | Second tour | Sièges | Sièges |
| Tête de liste            | Tête de liste     | Parti(s)       | Nuance | Voix         | %            | Voix        | %           | CM     | CC     |
| ------------------------ | ----------------- | -------------- | ------ | ------------ | ------------ | ----------- | ----------- | ------ | ------ |
|                          | François Piquemal | LFI            |        |              |              |             |             |        |        |
|                          | Régis Godec       | LÉ             |        |              |              |             |             |        |        |
|                          | Nadia Pellefigue  | PS             |        |              |              |             |             |        |        |
|                          | Jean-Luc Moudenc, | LFA-LR-UDI-PRV |        |              |              |             |             |        |        |
|                          |                   |                |        |              |              |             |             |        |        |
| Exprimés                 |                   |                |        |              |              |             |             |        |        |
| Votes blancs             |                   |                |        |              |              |             |             |        |        |
| Votes nuls               |                   |                |        |              |              |             |             |        |        |
| Total                    | Total             | Total          | Total  |              | 100          |             | 100         | 69     | 67     |
| Absentions               |                   |                |        |              |              |             |             |        |        |
| Inscrits / participation |                   |                |        |              |              |             |             |        |        |

### Tournefeuille
- Maire sortant : Frédéric Parre (PS)
- 35 sièges à pourvoir au conseil municipal (population légale 2022 : 26 962 habitants)
- 5 sièges à pourvoir au conseil communautaire (Toulouse Métropole)

| Tête de liste | Tête de liste | Parti(s) | Nuance | Premier tour | Premier tour | Second tour | Second tour | Sièges | Sièges |
| Tête de liste | Tête de liste | Parti(s) | Nuance | Voix         | %            | Voix        | %           | CM     | CC     |
| ------------- | ------------- | -------- | ------ | ------------ | ------------ | ----------- | ----------- | ------ | ------ |

### L'Union
- Maire sortant : Marc Péré (DVG)
- 33 sièges à pourvoir au conseil municipal (population légale 2022 : 11 715 habitants)
- 2 sièges à pourvoir au conseil communautaire (Toulouse Métropole)

| Tête de liste | Tête de liste | Parti(s) | Nuance | Premier tour | Premier tour | Second tour | Second tour | Sièges | Sièges |
| Tête de liste | Tête de liste | Parti(s) | Nuance | Voix         | %            | Voix        | %           | CM     | CC     |
| ------------- | ------------- | -------- | ------ | ------------ | ------------ | ----------- | ----------- | ------ | ------ |

### Verfeil
- Maire sortant : Patrick Plicque (PS)
- 27 sièges à pourvoir au conseil municipal (population légale 2022 : 3 595 habitants)
- 7 sièges à pourvoir au conseil communautaire (CC des Coteaux du Girou)

| Tête de liste | Tête de liste | Parti(s) | Nuance | Premier tour | Premier tour | Second tour | Second tour | Sièges | Sièges |
| Tête de liste | Tête de liste | Parti(s) | Nuance | Voix         | %            | Voix        | %           | CM     | CC     |
| ------------- | ------------- | -------- | ------ | ------------ | ------------ | ----------- | ----------- | ------ | ------ |

### Villefranche-de-Lauragais
- Maire sortant : Valérie Grafeuille-Roudet (PS)
- 27 sièges à pourvoir au conseil municipal (population légale 2022 : 4 519 habitants)
- 7 sièges à pourvoir au conseil communautaire (CC des Terres du Lauragais)

| Tête de liste | Tête de liste | Parti(s) | Nuance | Premier tour | Premier tour | Second tour | Second tour | Sièges | Sièges |
| Tête de liste | Tête de liste | Parti(s) | Nuance | Voix         | %            | Voix        | %           | CM     | CC     |
| ------------- | ------------- | -------- | ------ | ------------ | ------------ | ----------- | ----------- | ------ | ------ |

### Villemur-sur-Tarn
- Maire sortant : Jean-Marc Dumoulin (DVD)
- 29 sièges à pourvoir au conseil municipal (population légale 2022 : 5 888 habitants)
- 10 sièges à pourvoir au conseil communautaire (CC Val'Aïgo)

| Tête de liste | Tête de liste | Parti(s) | Nuance | Premier tour | Premier tour | Second tour | Second tour | Sièges | Sièges |
| Tête de liste | Tête de liste | Parti(s) | Nuance | Voix         | %            | Voix        | %           | CM     | CC     |
| ------------- | ------------- | -------- | ------ | ------------ | ------------ | ----------- | ----------- | ------ | ------ |

### Villeneuve-Tolosane
- Maire sortant : Romain Vaillant (PS)
- 33 sièges à pourvoir au conseil municipal (population légale 2022 : 10 704 habitants)
- 2 sièges à pourvoir au conseil communautaire (Toulouse Métropole)

| Tête de liste | Tête de liste | Parti(s) | Nuance | Premier tour | Premier tour | Second tour | Second tour | Sièges | Sièges |
| Tête de liste | Tête de liste | Parti(s) | Nuance | Voix         | %            | Voix        | %           | CM     | CC     |
| ------------- | ------------- | -------- | ------ | ------------ | ------------ | ----------- | ----------- | ------ | ------ |